# Grampy's Indoor Outing
Grampy's Indoor Outing es un corto de animación estadounidense de 1936, de la serie de Betty Boop. Fue producido por los estudios Fleischer y distribuido por Paramount Pictures. En él aparecen Betty Boop, su sobrino Junior y Grampy, el inventor.

## Argumento
Una feria llega a la ciudad y Betty Boop promete a su sobrino Junior llevarlo ese mismo día. Pero, al salir,  se desata una gran tormenta. La desilusión de Junior es grande y Grampy, un vecino de la escalera donde vive Betty, usará su ingenio para crear todo tipo de atracciones en el interior de su casa para disfrute del niño.

## Producción
Grampy's Indoor Outing es la quincuagésima séptima entrega de la serie de Betty Boop y fue estrenada el 16 de octubre de 1936.